# Колосове (Григоріопольський район)
Ко́лосове (рос. Колосово; рум. Colosova) — селище міського типу в Григоріопольському районі в Молдові (Придністров'ї). Населення становить 1 100 осіб. Є центром Колосівської селищної ради.
У селі діє пункт пропуску на кордоні з Україною Колосово — Йосипівка.
Станом на 2004 рік у селі проживало 46,5 % українців.

## Географыя
Селищем тече річка Чорна Долина.

## Історія
Станом на 1886 рік у німецькій колонії Бергдоф Глікстальської волості Тираспольського повіту Херсонської губернії мешкало 2158 осіб, налічувалось 182 дворових господарства, існували лютеранська церква, школа та 5 лавок, відбувалися базари через 2 тижні по четвергах.